# Jošik
Jošik (en serbio: Јошик) es una localidad de la municipalidad de Kozarska Dubica, Republika Srpska, Bosnia y Herzegovina.

## Población
| Composición de la Población - Localidad de Jošik | Composición de la Población - Localidad de Jošik | Composición de la Población - Localidad de Jošik | Composición de la Población - Localidad de Jošik | Composición de la Población - Localidad de Jošik |
| ------------------------------------------------ | ------------------------------------------------ | ------------------------------------------------ | ------------------------------------------------ | ------------------------------------------------ |
|                                                  | 2013                                             | 1991                                             | 1981                                             | 1971                                             |
| Total                                            | 574                                              | 646 (100,0%)                                     | 613 (100,0%)                                     | 471 (100,0%)                                     |
| Varones                                          | 224                                              | -                                                | -                                                | -                                                |
| Mujeres                                          | 250                                              | -                                                | -                                                | -                                                |
| Serbios                                          | 385                                              | 378 (58,51%)                                     | 368 (60,03%)                                     | 323 (68,58%)                                     |
| Croatas                                          | 11                                               | 42 (6,502%)                                      | 42 (6,852%)                                      | 43 (9,130%)                                      |
| Bosniacos                                        | 67                                               | 187 (28,95%)                                     | 149 (24,31%)                                     | 104 (22,08%)                                     |
| Eslovenos                                        | -                                                | -                                                | -                                                | -                                                |
| Musulmanes                                       | -                                                | -                                                | -                                                | -                                                |
| Montenegrinos                                    | -                                                | -                                                | -                                                | -                                                |
| Macedonios                                       | -                                                | -                                                | 1 (0,163%)                                       | -                                                |
| Yugoslavos                                       | -                                                | 24 (3,715%)                                      | 52 (8,483%)                                      | 1 (0,212%)                                       |
| Albaneses                                        | -                                                | -                                                | -                                                | -                                                |
| Ukranianos                                       | -                                                | -                                                | -                                                | -                                                |
| Húngaros                                         | -                                                | -                                                | -                                                | -                                                |
| Otros                                            | 4                                                | 15 (2,322%)                                      | 1 (0,163%)                                       | -                                                |
| Sin declarar                                     | 5                                                | -                                                | -                                                | -                                                |
| Desconocidos                                     | 2                                                | -                                                | -                                                | -                                                |